# Disgaea 3: Absence of Justice
Disgaea 3: Absence of Justice est un jeu vidéo de type tactical RPG développé et édité par Nippon Ichi Software en 2008 sur PlayStation 3. Fin 2011, le jeu est réédité sur PlayStation Vita sous le titre Disgaea 3: Absence of Detention.
Il s'agit du premier opus à bénéficier d'une localisation en français. Cependant, sa réédition sur PS Vita n'a pas été traduite en français.

## Synopsis
Le jeu raconte l'histoire de Mao, étudiant d'honneur de l'Académie des Démons et fils de l'Overlord, qui veut se venger de son père, ce dernier ayant détruit sa Slaystation Portable. Pour avoir la force de faire face au démon le plus puissant qu'ait connu l'institut, Mao compte se procurer le seul pouvoir capable de lui faire face : le titre de Héros...

## Système de jeu
Si le déroulement des joutes tactiques n'a que peu changé, Disgaea 3 redéfinit complètement l'optimisation et l'acquisition des pouvoirs. Ceux-ci étaient auparavant obtenus en gagnant des niveaux ; dorénavant, ils doivent être "achetés" et upgradés avec le Mana des personnages.
La Dark Assembly est remplacée par une salle de classe qui modifie la probabilité des attaques à l'unisson et l'apprentissage des pouvoirs de ses voisins.
Disgaea 3 introduit également le Monde des Personnages qui permet d'améliorer certaines caractéristiques des unités comme leur capacité de mouvement.